# 1956年の日本シリーズ
1956年の日本シリーズ（1956ねんのにっぽんシリーズ、1956ねんのにほんシリーズ）は、1956年10月10日から10月17日まで行われた第7回プロ野球日本選手権シリーズである。2年連続セ・リーグを制した水原茂監督率いる読売ジャイアンツと2年ぶりパ・リーグを制した三原脩監督率いる西鉄ライオンズとの対決となり、10月に後楽園球場と平和台球場で行われた。

## 概要
日本シリーズ前、水原監督と三原監督は出身が香川県と同郷である事、中等学校（現・高等学校）、大学、プロ野球を通じ、長い間お互いライバル関係であった事から、メディアは魔術師・三原と勝負師・水原の2人の戦いは剣豪・宮本武蔵と佐々木小次郎を例えた『巌流島の決闘』と称された。
この両チームの対戦は、本シリーズの後、1957年、1958年と続いた。

## 試合結果
| 日付                           | 試合   | ビジター球団（先攻） | スコア | ホーム球団（後攻） | 開催球場   |
| ------------------------------ | ------ | -------------------- | ------ | ------------------ | ---------- |
| 10月10日（水）                 | 第1戦  | 西鉄ライオンズ       | 0 - 4  | 読売ジャイアンツ   | 後楽園球場 |
| 10月11日（木）                 | 第2戦  | 西鉄ライオンズ       | 6 - 3  | 読売ジャイアンツ   | 後楽園球場 |
| 10月12日（金）                 | 移動日 | 移動日               | 移動日 | 移動日             | 移動日     |
| 10月13日（土）                 | 第3戦  | 読売ジャイアンツ     | 4 - 5  | 西鉄ライオンズ     | 平和台球場 |
| 10月14日（日）                 | 第4戦  | 読売ジャイアンツ     | 0 - 4  | 西鉄ライオンズ     | 平和台球場 |
| 10月15日（月）                 | 第5戦  | 読売ジャイアンツ     | 12 - 7 | 西鉄ライオンズ     | 平和台球場 |
| 10月16日（火）                 | 移動日 | 移動日               | 移動日 | 移動日             | 移動日     |
| 10月17日（水）                 | 第6戦  | 西鉄ライオンズ       | 5 - 1  | 読売ジャイアンツ   | 後楽園球場 |
| 優勝：西鉄ライオンズ（初優勝） |        |                      |        |                    |            |

### 第1戦
10月10日　後楽園球場　入場者数 24,632人
| 西鉄 | 0 | 0 | 0 | 0 | 0 | 0 | 0 | 0 | 0 | 0 |
| 巨人 | 2 | 2 | 0 | 0 | 0 | 0 | 0 | 0 | X | 4 |

| （西） | ●川崎（1敗）、西村、島原、稲尾 - 日比野、和田、久保山 |
| （巨） | ○大友（1勝） - 藤尾                                   |

[審判]セ島（球）パ上田、セ円城寺、パ苅田（塁）セ津田、パ横沢三（外）
後楽園球場で迎えた第1戦、巨人打線が西鉄の先発、川崎徳次の立ち上がりを攻めて2点先制した。2回裏西鉄は、リリーフの西村貞朗が登板したが、連打で2点奪った。対する西鉄は巨人の先発大友の前に打線が沈黙し、4-0と巨人が初戦を制した。
公式記録関係（日本野球機構ページ）

### 第2戦
10月11日　後楽園球場　入場者数 19108人
| 西鉄 | 0 | 0 | 0 | 3 | 0 | 2 | 0 | 1 | 0 | 6 |
| 巨人 | 1 | 0 | 0 | 0 | 1 | 1 | 0 | 0 | 0 | 3 |

| （西） | 稲尾、○島原（1勝）- 日比野、和田、久保山        |
| （巨） | ●別所（1敗）、堀内、安原、中尾 - 藤尾           |
| 本塁打 |                                                 |
| （西） | 関口1号2ラン（4回別所）、中西1号ソロ（8回安原） |
| （巨） | 別所1号ソロ（5回稲尾）、川上ソロ1号（6回島原）  |

[審判]パ二出川（球）セ津田、パ横沢三、セ金政（塁）パ上田、セ円城寺（外）
公式記録関係（日本野球機構ページ）

### 第3戦
10月13日　平和台球場　入場者数:23528人
| 巨人 | 0 | 4 | 0 | 0 | 0 | 0 | 0 | 0 | 0 | 4 |
| 西鉄 | 0 | 0 | 0 | 0 | 0 | 1 | 0 | 4 | X | 5 |

| （巨） | 堀内、●別所（2敗）、大友 - 広田、藤尾  |
| （西） | 西村、河村、○稲尾（1勝）- 和田、日比野 |
| 本塁打 |                                        |
| （巨） | 広岡1号3ラン（2回西村）                |
| （西） | 豊田1号2ラン（8回別所）                |

[審判]セ島（球）パ上田、セ金政、パ二出川（塁）セ津田、パ苅田（外）
公式記録関係（日本野球機構ページ）

### 第4戦
10月14日　平和台球場　入場者数：24459人
| 巨人 | 0 | 0 | 0 | 0 | 0 | 0 | 0 | 0 | 0 | 0 |
| 西鉄 | 0 | 0 | 0 | 0 | 2 | 0 | 0 | 2 | X | 4 |

| （西） | 島原、○稲尾（2勝）- 日比野、和田 |
| （巨） | ●大友（1勝1敗）、中尾 - 藤尾     |
| 本塁打 |                                  |
| （西） | 中西2号2ラン（8回中尾）          |

[審判]パ横沢三（球）セ金政、パ二出川、セ津田（塁）パ上田、セ円城寺（外）
公式記録関係（日本野球機構ページ）

### 第5戦
10月15日　平和台球場　入場者数：19042人
| 巨人 | 0 | 0 | 0 | 0 | 5 | 0 | 0 | 5 | 2 | 12 |
| 西鉄 | 0 | 1 | 1 | 0 | 0 | 3 | 2 | 0 | 0 | 7  |

| （巨） | 堀内、別所、大友、中尾、○義原（1勝）- 藤尾                         |
| （西） | 河村 、稲尾、島原、●西村（1敗）、川崎 - 日比野、和田、久保山、田辺 |
| 本塁打 |                                                                    |
| （西） | 関口2号ソロ（2回堀内） 関口3号ソロ（6回別所）                      |

[審判]セ円城寺（球）パ苅田、セ金政、パ上田（塁）セ島、パ横沢三（外）
公式記録関係（日本野球機構ページ）

### 第6戦
10月17日　後楽園球場　入場者数：22695人
| 西鉄 | 4 | 0 | 1 | 0 | 0 | 0 | 0 | 0 | 0 | 5 |
| 巨人 | 0 | 0 | 0 | 0 | 0 | 1 | 0 | 0 | 0 | 1 |

| （西） | ○稲尾（3勝) - 日比野                  |
| （巨） | ●別所（3敗）、堀内、義原、大友 - 藤尾 |
| 本塁打 |                                       |
| （西） | 関口4号ソロ（3回堀内）                |
| （巨） | 岩本1号ソロ（6回稲尾）                |

[審判]パ二出川（球）セ津田、パ横沢三、セ円城寺（塁）パ苅田、セ金政（外）
公式記録関係（日本野球機構ページ）

## 表彰選手
- 最優秀選手賞　豊田泰光（西）
- 首位打者賞　豊田泰光（西）
- 最優秀投手賞　稲尾和久（西）※全試合登板を記録
- 技能賞　関口清治（西）※4本塁打はシリーズタイ記録
- 敢闘賞　稲尾和久（西）※敢闘賞が設けられた1953年以後、唯一のシリーズ優勝チームからの選出

## テレビ・ラジオ中継

### テレビ中継
- 第1戦:10月10日
  - NHKテレビ　実況：岡田実　解説：小西得郎
  - 日本テレビ　実況：越智正典　解説：中澤不二雄
- 第2戦:10月11日
  - 日本テレビ　実況：越智正典　解説：中澤不二雄
- 第3戦:10月13日
  - NHK総合　実況：志村正順　解説：吉田要
  - KRテレビ（現・TBSテレビ）
- 第4戦:10月14日
  - NHK総合 実況：岡田実　解説：小西得郎
  - KRテレビ
- 第5戦:10月15日
  - NHK総合　実況：志村正順　解説：吉田要
  - KRテレビ
- 第6戦:10月17日
  - NHK総合 実況：岡田実　解説：吉田要
  - 日本テレビ 解説：中澤不二雄

### ラジオ中継
- 第1戦:10月10日
  - NHKラジオ第2 実況：志村正順 解説：吉田要
- 第2戦:10月11日　
  - NHKラジオ第2 実況：岡田実 解説：小西得郎
- 第3戦:10月13日　
  - NHKラジオ第2 実況：岡田実 解説：小西得郎
- 第4戦:10月14日　
  - NHKラジオ第2 実況：志村正順 解説：吉田要
- 第5戦:10月15日　
  - NHKラジオ第2 実況：古谷一郎　解説：小西得郎
- 第6戦:10月17日
  - NHKラジオ第2 実況：志村正順 解説：小西得郎